# HC Slavia Praha 2024/2025
HC Slavia Praha 2024/2025 popisuje působení hokejového klubu HC Slavia Praha ve druhé nejvyšší české soutěži v sezóně 2024/2025. Hlavním trenérem klubu byl Aleš Totter.

## Příprava
O víkendu 31. srpna a 1. září se Slavia účastnila Niemer cupu v Německu. Poté, co první den vyhrála nad mužstvem DSC Deggendorf (5:3), nastoupila následující den proti celku VER Selb. Utkání provázely potyčky mezi hráči, které vyvrcholily hromadnou bitkou hráčů a poté ještě v jednom z přerušení hry seknutím ležícího hráče Slavie. Představitelé pražského mužstva se proto rozhodli v utkání nepokračovat a v 28. minutě zápasu (za stavu 0:1) z něj odstoupit, aby ochránili zdraví svých hráčů před začátkem ligové sezóny.
| 14. srpna 2024 14.00 | HC Dukla Jihlava | 7 : 2 (3:1, 1:1, 3:0)               | HC Slavia Praha                           | Enteria arena Pardubice                                                    |  |
| Adam Beran | Adam Beran | Brankáři                            | Oldřich Cichoň                            | Rozhodčí: Radek Wagner Kamil Zavřel Čároví: Aleš Roischel Patrik Landsmann |  |
| Šimon Baťa 02:36' Marek Chvátal 02:46' Edgars Kulda 06:55' Edgars Kulda 23:43' Edgars Kulda 51:50' Jonáš Jungwirth 52:56' Tomáš Čachotský 58:58' | Šimon Baťa 02:36' Marek Chvátal 02:46' Edgars Kulda 06:55' Edgars Kulda 23:43' Edgars Kulda 51:50' Jonáš Jungwirth 52:56' Tomáš Čachotský 58:58' | 1:0 2:0 3:0 3:1 3:2 4:2 5:2 6:2 7:2 | 15:46' Martin Šťovíček 23:03' Jiří Průžek | Rozhodčí: Radek Wagner Kamil Zavřel Čároví: Aleš Roischel Patrik Landsmann |  |
| 10 min | 10 min | Tresty                              | 8 min                                     | Rozhodčí: Radek Wagner Kamil Zavřel Čároví: Aleš Roischel Patrik Landsmann |  |

| 15. srpna 2024 14.00 | MHK Dubnica nad Váhom | 0 : 3 (0:1, 0:1, 0:1) | HC Slavia Praha                                           | Enteria arena Pardubice                                                      |  |
| Borák                | Borák                 | Brankáři              | Paavo Hölsä                                               | Rozhodčí: Jan Raška Libor Veinfurter Čároví: Patrik Landsmann Ondřej Bohuněk |  |
|                      |                       | 0:1 0:2 0:3           | 19:27' Lukáš Strnad 21:24' Roman Přikryl 57:10' Jan Vopat | Rozhodčí: Jan Raška Libor Veinfurter Čároví: Patrik Landsmann Ondřej Bohuněk |  |
| 12 min               | 12 min                | Tresty                | 6 min                                                     | Rozhodčí: Jan Raška Libor Veinfurter Čároví: Patrik Landsmann Ondřej Bohuněk |  |

| 22. srpna 2024 17.30                                        | HC Slavia Praha                                             | 3 : 0 (1:0, 0:0, 2:0) | VER Selb   | Zimní stadion Eden |  |
| Oldřich Cichoň                                              | Oldřich Cichoň                                              | Brankáři              | Kevin Carr |                    |  |
| Vojtěch Polák 19:58' Šimon Slavíček 45:52' Jan Smola 58:44' | Vojtěch Polák 19:58' Šimon Slavíček 45:52' Jan Smola 58:44' | 1:0 2:0 3:0           |            |                    |  |
| 6 min                                                       | 6 min                                                       | Tresty                | 0 min      |                    |  |

| 29. srpna 2024 17.30                       | Rytíři Kladno                              | 2 : 3 (2:1, 0:0, 0:2) | HC Slavia Praha                                              | ČEZ stadion Kladno Návštěvnost: 683                                    |  |
| Štěpán Lukeš                               | Štěpán Lukeš                               | Brankáři              | Paavo Hölsä                                                  | Rozhodčí: Jan Jaroš Jakub Zeliska Čároví: Stanislav Hnát David Klouček |  |
| Radek Smoleňák 03:46' Mitchel Hults 11:57' | Radek Smoleňák 03:46' Mitchel Hults 11:57' | 1:0 2:0 2:1 2:2 2:3   | 12:35' Lukáš Strnad 49:30' Tomáš Knotek 56:48' Roman Přikryl | Rozhodčí: Jan Jaroš Jakub Zeliska Čároví: Stanislav Hnát David Klouček |  |
| 12 min                                     | 12 min                                     | Tresty                | 6 min                                                        | Rozhodčí: Jan Jaroš Jakub Zeliska Čároví: Stanislav Hnát David Klouček |  |

| 31. srpna 2024 19.30                                         | DSC Deggendorf                                               | 3 : 5 (1:3, 0:0, 2:2)           | HC Slavia Praha                                                                                                 | Zimní stadion Deggendorf |  |
| Timo Pielmeier                                               | Timo Pielmeier                                               | Brankáři                        | Oldřich Cichoň                                                                                                  |                          |  |
| Andre Hult 16:45' Ondřej Poživil 49:55' Antonín Dušek 57:49' | Andre Hult 16:45' Ondřej Poživil 49:55' Antonín Dušek 57:49' | 0:1 0:2 0:3 1:3 1:4 2:4 2:5 3:5 | 02:19' Kristers Zvagulis 02:38' Jiří Průžek 05:58' Šimon Slavíček 45:47' Kristers Zvagulis 52:09' Vojtěch Polák |                          |  |
| 4 min                                                        | 4 min                                                        | Tresty                          | 4 min |                          |  |

| 1. září 2024 18:30   | VER Selb             | 1 : 0 (1:0, –:–, –:–) | HC Slavia Praha | Zimní stadion Deggendorf |  |
| Michel Weidekamp     | Michel Weidekamp     | Brankáři              | Paavo Hölsä     |                          |  |
| Marco Pfleger 01:10' | Marco Pfleger 01:10' | 1:0                   |                 |                          |  |

| 4. září 2024 17.30                    | HC Slavia Praha                       | 2 : 4 (2:0, 0:2, 0:2)   | HC Dynamo Pardubice B                                                                          | Zimní stadion Eden                                                          |  |
| Paavo Hölsä                           | Paavo Hölsä                           | Brankáři                | Jakub Vondraš                                                                                  | Rozhodčí: Tomáš Battěk Tomáš Hacaperka Čároví: Erik Hlinka Sebastien Hradil |  |
| Jiří Průžek 03:28' Matěj Beran 09:15' | Jiří Průžek 03:28' Matěj Beran 09:15' | 1:0 2:0 2:1 2:2 2:3 2:4 | 28:18' (t. s.) Daniel Rákos 39:07' Lukáš Žálčík 42:09' František Formánek 58:21' Jakub Lichtag | Rozhodčí: Tomáš Battěk Tomáš Hacaperka Čároví: Erik Hlinka Sebastien Hradil |  |
| 10 min                                | 10 min                                | Tresty                  | 14 min                                                                                         | Rozhodčí: Tomáš Battěk Tomáš Hacaperka Čároví: Erik Hlinka Sebastien Hradil |  |

| 6. září 2024 17.30 | HC Slavia Praha | 9 : 1 (4:0, 2:0, 3:1)                   | KSW Icefighters Leipzig | Zimní stadion Eden Návštěvnost: 486 |  |
| Oldřich Cichoň | Oldřich Cichoň | Brankáři                                | Konstantin Kessler      |                                     |  |
| Šimon Slavíček 10:09' Martin Novák 12:11' Matěj Beran 14:58' Matěj Beran 16:05' Šimon Slavíček 24:47' Matěj Beran 32:40' Matěj Beran 46:00' Martin Šťovíček 52:00' Martin Novák 57:25' | Šimon Slavíček 10:09' Martin Novák 12:11' Matěj Beran 14:58' Matěj Beran 16:05' Šimon Slavíček 24:47' Matěj Beran 32:40' Matěj Beran 46:00' Martin Šťovíček 52:00' Martin Novák 57:25' | 1:0 2:0 3:0 4:0 5:0 6:0 6:1 7:1 8:1 9:1 | 44:49' Luke Volkmann    |                                     |  |
| 12 min | 12 min | Tresty                                  | 12 min                  |                                     |  |

## Maxa liga
Úvodní utkání měli hokejisté odehrát v sobotu 14. září 2024 na ledě zlínského celku. Den před utkáním však bylo rozhodnuto o odložení zápasu vlivem intenzivních dešťů a hrozícím povodním, jež o víkendu 14. a 15. září v České republice hrozily.
| 14. září 2024 17.30 | RI Okna Berani Zlín | odloženo na 12. ledna 2025 | HC Slavia Praha | Zimní stadion Luďka Čajky |  |

| 18. září 2024 18.00                       | HC Slavia Praha                           | 2 : 4 (2:1, 0:1, 0:2)   | HC Zubr Přerov                                                                      | Zimní stadion Eden Návštěvnost: 642                                     |  |
| Oldřich Cichoň                            | Oldřich Cichoň                            | Brankáři                | Vojtěch Mokry                                                                       | Rozhodčí: Lukáš Bejček Radek Wagner Čároví: Václav Juránek Dominik Brož |  |
| Matěj Beran 11:33' Martin Šťovíček 17:08' | Matěj Beran 11:33' Martin Šťovíček 17:08' | 0:1 1:1 2:1 2:2 2:3 2:4 | 02:02' Daniel Ministr 30:02' Jiří Krisl 44:08' Joshua James Mácha 59:54' Jiří Krisl | Rozhodčí: Lukáš Bejček Radek Wagner Čároví: Václav Juránek Dominik Brož |  |
| 2 min                                     | 2 min                                     | Tresty                  | 6 min                                                                               | Rozhodčí: Lukáš Bejček Radek Wagner Čároví: Václav Juránek Dominik Brož |  |
| 28                                        | 28                                        | Střely                  | 21                                                                                  | Rozhodčí: Lukáš Bejček Radek Wagner Čároví: Václav Juránek Dominik Brož |  |

| 21. září 2024 15.00 | HC Slavia Praha | 7 : 4 (2:2, 5:0, 0:2)                       | HC Dukla Jihlava                                                                        | Zimní stadion Eden Návštěvnost: 1312                              |  |
| Paavo Hölsä | Paavo Hölsä | Brankáři                                    | Maxim Žukov                                                                             | Rozhodčí: Jan Hucl Jakub Valenta Čároví: Václav Beneš Ondřej Malý |  |
| Martin Šťovíček 06:34' Maxim Havrda 10:47' Matěj Beran 24:38' Martin Novák 28:47' Martin Novák 35:59' Martin Šťovíček 38:16' Matěj Beran 39:40' | Martin Šťovíček 06:34' Maxim Havrda 10:47' Matěj Beran 24:38' Martin Novák 28:47' Martin Novák 35:59' Martin Šťovíček 38:16' Matěj Beran 39:40' | 1:0 1:1 2:1 2:2 3:2 4:2 5:2 6:2 7:2 7:3 7:4 | 07:12' Jan Strejček 11:15' Tomáš Havránek 51:46' Stanislav Vrhel 55:50' Richard Cachnín | Rozhodčí: Jan Hucl Jakub Valenta Čároví: Václav Beneš Ondřej Malý |  |
| 14 min | 14 min | Tresty                                      | 33 min                                                                                  | Rozhodčí: Jan Hucl Jakub Valenta Čároví: Václav Beneš Ondřej Malý |  |
| 31 | 31 | Střely                                      | 27                                                                                      | Rozhodčí: Jan Hucl Jakub Valenta Čároví: Václav Beneš Ondřej Malý |  |

| 23. září 2024 18.00                                               | HC Frýdek-Místek                                                  | 3 : 4 (0:1, 2:2, 1:1)       | HC Slavia Praha                                                                    | Hala Polárka Návštěvnost: 753                                         |  |
| Roman Petrík                                                      | Roman Petrík                                                      | Brankáři                    | Paavo Hölsä                                                                        | Rozhodčí: Ondřej Šudoma Jan Grygera Čároví: David Otáhal Tomáš Bezděk |  |
| Vladimír Svačina 23:25' David Ostřížek 24:04' Michal Ramik 48:49' | Vladimír Svačina 23:25' David Ostřížek 24:04' Michal Ramik 48:49' | 0:1 0:2 1:2 2:2 2:3 3:3 3:4 | 18:57' Martin Šťovíček 20:46' Lukáš Strnad 31:46' Lukáš Strnad 54:15' Martin Novák | Rozhodčí: Ondřej Šudoma Jan Grygera Čároví: David Otáhal Tomáš Bezděk |  |
| 12 min                                                            | 12 min                                                            | Tresty                      | 10 min                                                                             | Rozhodčí: Ondřej Šudoma Jan Grygera Čároví: David Otáhal Tomáš Bezděk |  |
| 35                                                                | 35                                                                | Střely                      | 30                                                                                 | Rozhodčí: Ondřej Šudoma Jan Grygera Čároví: David Otáhal Tomáš Bezděk |  |

| 25. září 2024 18.00                                                                                 | HC Slavia Praha                                                                                     | 5 : 2 (0:0, 2:1, 3:1)       | Piráti Chomutov                           | Zimní stadion Eden Návštěvnost: 971                                     |  |
| Oldřich Cichoň                                                                                      | Oldřich Cichoň                                                                                      | Brankáři                    | Pavel Jekel                               | Rozhodčí: Kamil Zavřel Václav Kosnar Čároví: Aleš Roischel Dominik Brož |  |
| Vojtěch Polák 33:43' Matěj Beran 36:45' Martin Novák 43:11' Marek Slavík 49:34' Tomáš Knotek 53:15' | Vojtěch Polák 33:43' Matěj Beran 36:45' Martin Novák 43:11' Marek Slavík 49:34' Tomáš Knotek 53:15' | 0:1 1:1 2:1 3:1 4:1 5:1 5:2 | 27:21' Dominik Sklenář 54:17' Martin Tůma | Rozhodčí: Kamil Zavřel Václav Kosnar Čároví: Aleš Roischel Dominik Brož |  |
| 16 min                                                                                              | 16 min                                                                                              | Tresty                      | 12 min                                    | Rozhodčí: Kamil Zavřel Václav Kosnar Čároví: Aleš Roischel Dominik Brož |  |
| 39                                                                                                  | 39                                                                                                  | Střely                      | 29                                        | Rozhodčí: Kamil Zavřel Václav Kosnar Čároví: Aleš Roischel Dominik Brož |  |

| 28. září 2024 17.00                     | HC Dynamo Pardubice B                   | 2 : 3 PP (1:0, 0:1, 1:1 – 0:1) | HC Slavia Praha                                             | Zimní stadion Chrudim Návštěvnost: 330                                           |  |
| Jakub Vondraš                           | Jakub Vondraš                           | Brankáři                       | Oldřich Cichoň                                              | Rozhodčí: Miroslav Petružálek Michal Kostourek Čároví: Milan Jindra Ondřej Polák |  |
| Lukáš Žálčík 10:30' Michal Rouha 58:22' | Lukáš Žálčík 10:30' Michal Rouha 58:22' | 1:0 1:1 1:2 2:2 2:3            | 28:57' Lukáš Strnad 47:55' Maxim Havrda 62:46' Lukáš Strnad | Rozhodčí: Miroslav Petružálek Michal Kostourek Čároví: Milan Jindra Ondřej Polák |  |
| 8 min                                   | 8 min                                   | Tresty                         | 6 min                                                       | Rozhodčí: Miroslav Petružálek Michal Kostourek Čároví: Milan Jindra Ondřej Polák |  |
| 22                                      | 22                                      | Střely                         | 27                                                          | Rozhodčí: Miroslav Petružálek Michal Kostourek Čároví: Milan Jindra Ondřej Polák |  |

| 2. října 2024 18.00                              | HC Slavia Praha                                  | 2 : 4 (1:1, 0:2, 1:1)   | HC Baník Sokolov                                                                   | Zimní stadion Eden Návštěvnost: 733                                  |  |
| Paavo Hölsä (do 29:21) Oldřich Cichoň (od 29:22) | Paavo Hölsä (do 29:21) Oldřich Cichoň (od 29:22) | Brankáři                | Vladislav Habal                                                                    | Rozhodčí: Radek Wagner Kamil Zavřel Čároví: Václav Beneš Ondřej Malý |  |
| Tomáš Knotek 14:38' Vojtěch Polák 57:30'         | Tomáš Knotek 14:38' Vojtěch Polák 57:30'         | 0:1 1:1 1:2 1:3 2:3 2:4 | 07:53' Vojtěch Tomeček 23:13' Jan Kern 29:21' David Tureček 59:34' Tomáš Vracovský | Rozhodčí: Radek Wagner Kamil Zavřel Čároví: Václav Beneš Ondřej Malý |  |
| 10 min                                           | 10 min                                           | Tresty                  | 12 min                                                                             | Rozhodčí: Radek Wagner Kamil Zavřel Čároví: Václav Beneš Ondřej Malý |  |
| 45                                               | 45                                               | Střely                  | 18                                                                                 | Rozhodčí: Radek Wagner Kamil Zavřel Čároví: Václav Beneš Ondřej Malý |  |

| 5. října 2024 16.00                                                                                     | SC Marimex Kolín                                                                                        | 5 : 0 (2:0, 2:0, 1:0) | HC Slavia Praha | Zimní stadion města Kolín Návštěvnost: 1374                         |  |
| Jakub Soukup                                                                                            | Jakub Soukup                                                                                            | Brankáři              | Paavo Hölsä     | Rozhodčí: Tomáš Horák Jan Hucl Čároví: Ondřej Kokrment Lukáš Sýkora |  |
| Matěj Gardoň 11:47' Matěj Pinkas 15:01' Petr Moravec 25:29' Robin Všetečka 32:22' Robin Všetečka 55:57' | Matěj Gardoň 11:47' Matěj Pinkas 15:01' Petr Moravec 25:29' Robin Všetečka 32:22' Robin Všetečka 55:57' | 1:0 2:0 3:0 4:0 5:0   |                 | Rozhodčí: Tomáš Horák Jan Hucl Čároví: Ondřej Kokrment Lukáš Sýkora |  |
| 10 min                                                                                                  | 10 min                                                                                                  | Tresty                | 12 min          | Rozhodčí: Tomáš Horák Jan Hucl Čároví: Ondřej Kokrment Lukáš Sýkora |  |
| 26 | 26 | Střely                | 33              | Rozhodčí: Tomáš Horák Jan Hucl Čároví: Ondřej Kokrment Lukáš Sýkora |  |

| 7. října 2024 18.00                  | HC Slavia Praha                      | 2 : 1 (1:1, 1:0, 0:0) | HC RT TORAX Poruba 2011 | Zimní stadion Eden Návštěvnost: 591                                 |  |
| Jan Růžička                          | Jan Růžička                          | Brankáři              | Ondřej Bláha            | Rozhodčí: Josef Barek Lukáš Bejček Čároví: Jakub Maňák Jakub Teršíp |  |
| Vojtěch Polák 19:13' Jan Holý 29:33' | Vojtěch Polák 19:13' Jan Holý 29:33' | 0:1 1:1 2:1           | 02:01' Jan Bartko       | Rozhodčí: Josef Barek Lukáš Bejček Čároví: Jakub Maňák Jakub Teršíp |  |
| 4 min                                | 4 min                                | Tresty                | 4 min                   | Rozhodčí: Josef Barek Lukáš Bejček Čároví: Jakub Maňák Jakub Teršíp |  |
| 31                                   | 31                                   | Střely                | 23                      | Rozhodčí: Josef Barek Lukáš Bejček Čároví: Jakub Maňák Jakub Teršíp |  |

| 9. října 2024 18.00 | LHK Jestřábi Prostějov | 1 : 2 PP (0:0, 0:1, 1:0 – 0:1) | HC Slavia Praha                         | Zimní stadion Prostějov Návštěvnost: 579                                |  |
| Marek Štipčák       | Marek Štipčák          | Brankáři                       | Paavo Hölsä                             | Rozhodčí: Zbyněk Kubičík Ondřej Šudoma Čároví: Jan Vašíček David Otáhal |  |
| Jakub Babka 55:32'  | Jakub Babka 55:32'     | 0:1 1:1 1:2                    | 38:07' Václav Veber 62:27' Martin Novák | Rozhodčí: Zbyněk Kubičík Ondřej Šudoma Čároví: Jan Vašíček David Otáhal |  |
| 6 min               | 6 min                  | Tresty                         | 2 min                                   | Rozhodčí: Zbyněk Kubičík Ondřej Šudoma Čároví: Jan Vašíček David Otáhal |  |
| 29                  | 29                     | Střely                         | 29                                      | Rozhodčí: Zbyněk Kubičík Ondřej Šudoma Čároví: Jan Vašíček David Otáhal |  |

| 12. října 2024 15.00                                                                           | HC Slavia Praha                                                                                | 5 : 3 (2:1, 2:1, 1:1)           | VHK ROBE Vsetín                                              | Zimní stadion Eden Návštěvnost: 1742                                             |  |
| Jan Růžička                                                                                    | Jan Růžička                                                                                    | Brankáři                        | Santeri Lipiäinen                                            | Rozhodčí: Michal Kostourek Kamil Zavřel Čároví: Sebastien Hradil František Pěkný |  |
| Lukáš Strnad 09:23' Marek Slavík 17:13' Jan Holý 29:53' Marek Slavík 32:35' Jiří Průžek 55:15' | Lukáš Strnad 09:23' Marek Slavík 17:13' Jan Holý 29:53' Marek Slavík 32:35' Jiří Průžek 55:15' | 0:1 1:1 2:1 2:2 3:2 4:2 4:3 5:3 | 09:08' Luboš Rob 29:25' Štěpán Matějček 47:00' Pavel Klhůfek | Rozhodčí: Michal Kostourek Kamil Zavřel Čároví: Sebastien Hradil František Pěkný |  |
| 8 min                                                                                          | 8 min                                                                                          | Tresty                          | 6 min                                                        | Rozhodčí: Michal Kostourek Kamil Zavřel Čároví: Sebastien Hradil František Pěkný |  |
| 23                                                                                             | 23                                                                                             | Střely                          | 30                                                           | Rozhodčí: Michal Kostourek Kamil Zavřel Čároví: Sebastien Hradil František Pěkný |  |

| 16. října 2024 18.00 | SK Horácká Slavia Třebíč | 1 : 3 (1:0, 0:0, 0:3) | HC Slavia Praha                                           | Zimní stadion Moravské Budějovice Návštěvnost: 588                           |  |
| Jan Brož             | Jan Brož                 | Brankáři              | Paavo Hölsä                                               | Rozhodčí: Přemysl Skopal Daniel Jechoutek Čároví: Ondřej Malý Václav Juránek |  |
| Tomáš Svoboda 05:48' | Tomáš Svoboda 05:48'     | 1:0 1:1 1:2 1:3       | 40:28' Tomáš Knotek 47:34' Matěj Beran 54:32' Matěj Beran | Rozhodčí: Přemysl Skopal Daniel Jechoutek Čároví: Ondřej Malý Václav Juránek |  |
| 2 min                | 2 min                    | Tresty                | 6 min                                                     | Rozhodčí: Přemysl Skopal Daniel Jechoutek Čároví: Ondřej Malý Václav Juránek |  |
| 31                   | 31                       | Střely                | 24                                                        | Rozhodčí: Přemysl Skopal Daniel Jechoutek Čároví: Ondřej Malý Václav Juránek |  |

| 19. října 2024 15.00                                                            | HC Slavia Praha                                                                 | 4 : 3 PP (0:1, 1:2, 2:0 – 1:0) | HC Stadion Litoměřice                                       | Zimní stadion Eden Návštěvnost: 1078                                               |  |
| Oldřich Cichoň                                                                  | Oldřich Cichoň                                                                  | Brankáři                       | Martin Michajlov                                            | Rozhodčí: Lukáš Bejček Miroslav Petružálek Čároví: Ondřej Kokrment František Pěkný |  |
| Tomáš Knotek 24:47' Martin Novák 47:23' Martin Novák 47:43' Martin Novák 62:50' | Tomáš Knotek 24:47' Martin Novák 47:23' Martin Novák 47:43' Martin Novák 62:50' | 0:1 1:1 1:2 1:3 2:3 3:3 4:3    | 11:00' Kale Costa 25:50' Jan Bernovský 31:41' Pavel Kordule | Rozhodčí: Lukáš Bejček Miroslav Petružálek Čároví: Ondřej Kokrment František Pěkný |  |
| 7 min                                                                           | 7 min                                                                           | Tresty                         | 11 min                                                      | Rozhodčí: Lukáš Bejček Miroslav Petružálek Čároví: Ondřej Kokrment František Pěkný |  |
| 34                                                                              | 34                                                                              | Střely                         | 31                                                          | Rozhodčí: Lukáš Bejček Miroslav Petružálek Čároví: Ondřej Kokrment František Pěkný |  |

| 20. října 2024 15.00                                                          | HC Slavia Praha                                                               | 1 : 2 SN (0:0, 0:0, 1:1 – 0:0 – 0:1)           | RI Okna Berani Zlín                                                  | Zimní stadion Eden Návštěvnost: 1012                                      |  |
| Paavo Hölsä                                                                   | Paavo Hölsä                                                                   | Brankáři                                       | Jaroslav Pavelka                                                     | Rozhodčí: Tomáš Hacaperka Tomáš Mejzlík Čároví: Roman Komínek Petr Kotlík |  |
| Lukáš Strnad 42:46' Martin Šťovíček Vojtěch Polák Marek Slavík Šimon Slavíček | Lukáš Strnad 42:46' Martin Šťovíček Vojtěch Polák Marek Slavík Šimon Slavíček | 1:0 1:1 Samostatné nájezdy 0:0 0:1 0:2 1:2 1:3 | 51:15' Mikko Salmio Jesse Paukku Jakub Šlahař Petr Holík Michal Gago | Rozhodčí: Tomáš Hacaperka Tomáš Mejzlík Čároví: Roman Komínek Petr Kotlík |  |
| 2 min                                                                         | 2 min                                                                         | Tresty                                         | 4 min                                                                | Rozhodčí: Tomáš Hacaperka Tomáš Mejzlík Čároví: Roman Komínek Petr Kotlík |  |
| 26                                                                            | 26                                                                            | Střely                                         | 11                                                                   | Rozhodčí: Tomáš Hacaperka Tomáš Mejzlík Čároví: Roman Komínek Petr Kotlík |  |

| 23. října 2024 17.30                          | HC Zubr Přerov                                | 2 : 3 PP (1:2, 0:0, 1:0 – 0:1) | HC Slavia Praha                                                | Meo Aréna Návštěvnost: 902                                            |  |
| Josef Němeček                                 | Josef Němeček                                 | Brankáři                       | Paavo Hölsä                                                    | Rozhodčí: Filip Vrba Jakub Gebauer Čároví: Václav Hanzlík Jan Vašíček |  |
| Joshua James Mácha 11:52' Tomáš Jáchym 51:30' | Joshua James Mácha 11:52' Tomáš Jáchym 51:30' | 0:1 1:1 1:2 2:2 2:3            | 09:42' Martin Šťovíček 16:35' Maxim Havrda 63:49' Lukáš Strnad | Rozhodčí: Filip Vrba Jakub Gebauer Čároví: Václav Hanzlík Jan Vašíček |  |
| 8 min                                         | 8 min                                         | Tresty                         | 4 min                                                          | Rozhodčí: Filip Vrba Jakub Gebauer Čároví: Václav Hanzlík Jan Vašíček |  |
| 31                                            | 31                                            | Střely                         | 37                                                             | Rozhodčí: Filip Vrba Jakub Gebauer Čároví: Václav Hanzlík Jan Vašíček |  |

| 26. října 2024 16.30                                                                                         | HC Dukla Jihlava                                                                                             | 2 : 1 SN (0:0, 1:1, 0:0 – 0:0 – 1:0)                       | HC Slavia Praha                                                                                          | Zimní stadion Pelhřimov Návštěvnost: 759                                  |  |
| Maxim Žukov                                                                                                  | Maxim Žukov                                                                                                  | Brankáři                                                   | Oldřich Cichoň                                                                                           | Rozhodčí: Ondřej Šudoma Tomáš Hacaperka Čároví: David Otáhal Henrich Kráľ |  |
| Edgars Kulda 37:08' Radek Pořízek Tomáš Havránek Tomáš Čachotský Tomáš Harkabus Edgars Kulda Tomáš Čachotský | Edgars Kulda 37:08' Radek Pořízek Tomáš Havránek Tomáš Čachotský Tomáš Harkabus Edgars Kulda Tomáš Čachotský | 0:1 1:1 Samostatné nájezdy 0:0 0:1 1:1 1:2 2:2 3:2 3:3 4:3 | 23:01' Martin Šťovíček Martin Novák Martin Šťovíček Marek Slavík Lukáš Strnad Tomáš Knotek Roman Přikryl | Rozhodčí: Ondřej Šudoma Tomáš Hacaperka Čároví: David Otáhal Henrich Kráľ |  |
| 2 min | 2 min | Tresty                                                     | 8 min | Rozhodčí: Ondřej Šudoma Tomáš Hacaperka Čároví: David Otáhal Henrich Kráľ |  |
| 32 | 32 | Střely                                                     | 22 | Rozhodčí: Ondřej Šudoma Tomáš Hacaperka Čároví: David Otáhal Henrich Kráľ |  |

| 30. října 2024 18.00                                                               | HC Slavia Praha                                                                    | 4 : 1 (2:0, 2:0, 0:1) | HC Frýdek-Místek    | Zimní stadion Eden Návštěvnost: 671                                              |  |
| Oldřich Cichoň                                                                     | Oldřich Cichoň                                                                     | Brankáři              | Patrik Švančara     | Rozhodčí: Daniel Jechoutek Tomáš Zubzanda Čároví: Václav Juránek František Pěkný |  |
| Matěj Beran 06:03' Martin Šťovíček 18:49' Roman Přikryl 29:10' Lukáš Strnad 32:38' | Matěj Beran 06:03' Martin Šťovíček 18:49' Roman Přikryl 29:10' Lukáš Strnad 32:38' | 1:0 2:0 3:0 4:0 4:1   | 57:10' Matěj Kozlík | Rozhodčí: Daniel Jechoutek Tomáš Zubzanda Čároví: Václav Juránek František Pěkný |  |
| 0 min                                                                              | 0 min                                                                              | Tresty                | 8 min               | Rozhodčí: Daniel Jechoutek Tomáš Zubzanda Čároví: Václav Juránek František Pěkný |  |
| 33                                                                                 | 33                                                                                 | Střely                | 22                  | Rozhodčí: Daniel Jechoutek Tomáš Zubzanda Čároví: Václav Juránek František Pěkný |  |

| 2. listopadu 2024 17.30                      | Piráti Chomutov                              | 2 : 1 (1:0, 0:1, 1:0) | HC Slavia Praha       | ČEZ Stadion Chomutov Návštěvnost: 2152                                |  |
| Michael Petrásek                             | Michael Petrásek                             | Brankáři              | Oldřich Cichoň        | Rozhodčí: Jakub Valenta Jan Hucl Čároví: Ondřej Kokrment Lukáš Sýkora |  |
| Dominik Sklenář 12:15' Tomáš Koblížek 45:51' | Dominik Sklenář 12:15' Tomáš Koblížek 45:51' | 1:0 1:1 2:1           | 22:42' Šimon Slavíček | Rozhodčí: Jakub Valenta Jan Hucl Čároví: Ondřej Kokrment Lukáš Sýkora |  |
| 6 min                                        | 6 min                                        | Tresty                | 8 min                 | Rozhodčí: Jakub Valenta Jan Hucl Čároví: Ondřej Kokrment Lukáš Sýkora |  |
| 25                                           | 25                                           | Střely                | 19                    | Rozhodčí: Jakub Valenta Jan Hucl Čároví: Ondřej Kokrment Lukáš Sýkora |  |

| 10. listopadu 2024 15.00 | HC Slavia Praha     | 1 : 2 PP (0:0, 0:1, 1:0 – 0:1) | HC Dynamo Pardubice B                     | Zimní stadion Eden Návštěvnost: 1022                                       |  |
| Jan Růžička              | Jan Růžička         | Brankáři                       | David Honzík                              | Rozhodčí: Tomáš Hacaperka Matěj Sýkora Čároví: Ondřej Bohuněk Dominik Brož |  |
| Marek Slavík 45:21'      | Marek Slavík 45:21' | 0:1 1:1 1:2                    | 29:23' Jakub Lichtag 60:40' Michal Houdek | Rozhodčí: Tomáš Hacaperka Matěj Sýkora Čároví: Ondřej Bohuněk Dominik Brož |  |
| 4 min                    | 4 min               | Tresty                         | 8 min                                     | Rozhodčí: Tomáš Hacaperka Matěj Sýkora Čároví: Ondřej Bohuněk Dominik Brož |  |
| 29                       | 29                  | Střely                         | 12                                        | Rozhodčí: Tomáš Hacaperka Matěj Sýkora Čároví: Ondřej Bohuněk Dominik Brož |  |

| 13. listopadu 2024 18.00                    | HC Baník Sokolov                            | 2 : 1 (1:0, 1:0, 0:1) | HC Slavia Praha    | Zimní stadion Sokolov Návštěvnost: 647                             |  |
| Vladislav Habal                             | Vladislav Habal                             | Brankáři              | Paavo Hölsä        | Rozhodčí: Josef Barek Jakub Zeliska Čároví: Petr Baxa Václav Beneš |  |
| Štěpán Csamangó 03:42' Daniel Kružík 28:49' | Štěpán Csamangó 03:42' Daniel Kružík 28:49' | 1:0 2:0 2:1           | 48:18' Matěj Beran | Rozhodčí: Josef Barek Jakub Zeliska Čároví: Petr Baxa Václav Beneš |  |
| 6 min                                       | 6 min                                       | Tresty                | 4 min              | Rozhodčí: Josef Barek Jakub Zeliska Čároví: Petr Baxa Václav Beneš |  |
| 20                                          | 20                                          | Střely                | 35                 | Rozhodčí: Josef Barek Jakub Zeliska Čároví: Petr Baxa Václav Beneš |  |

| 16. listopadu 2024 15.00 | HC Slavia Praha        | 1 : 0 PP (0:0, 0:0, 0:0 – 1:0) | SC Marimex Kolín | Zimní stadion Eden Návštěvnost: 1109                                        |  |
| Oldřich Cichoň           | Oldřich Cichoň         | Brankáři                       | Jakub Soukup     | Rozhodčí: Michal Kostourek Tomáš Zubzanda Čároví: Michal Kotlík Adam Sýkora |  |
| Vojtěch Švancar 61:04'   | Vojtěch Švancar 61:04' | 1:0                            |                  | Rozhodčí: Michal Kostourek Tomáš Zubzanda Čároví: Michal Kotlík Adam Sýkora |  |
| 15 min                   | 15 min                 | Tresty                         | 13 min           | Rozhodčí: Michal Kostourek Tomáš Zubzanda Čároví: Michal Kotlík Adam Sýkora |  |
| 29                       | 29                     | Střely                         | 23               | Rozhodčí: Michal Kostourek Tomáš Zubzanda Čároví: Michal Kotlík Adam Sýkora |  |

| 20. listopadu 2024 18.00                                                                             | HC RT TORAX Poruba 2011                                                                              | 5 : 2 (3:0, 0:1, 2:1)       | HC Slavia Praha                                  | Zimní stadion Ostrava-Poruba Návštěvnost: 759                               |  |
| Daniel Dolejš                                                                                        | Daniel Dolejš                                                                                        | Brankáři                    | Oldřich Cichoň (do 16:02) Paavo Hölsä (od 16:03) | Rozhodčí: Michal Kostourek Tomáš Mezlík Čároví: Tomáš Bezděk Ondřej Bohuněk |  |
| Ondřej Roman 00:21' Petr Mrázek 14:31' Jan Bartko 16:02' Ondrej Šedivý 45:57' Lukáš Krenželok 52:57' | Ondřej Roman 00:21' Petr Mrázek 14:31' Jan Bartko 16:02' Ondrej Šedivý 45:57' Lukáš Krenželok 52:57' | 1:0 2:0 3:0 3:1 4:1 5:1 5:2 | 32:18' Martin Šťovíček 58:43' Jiří Průžek        | Rozhodčí: Michal Kostourek Tomáš Mezlík Čároví: Tomáš Bezděk Ondřej Bohuněk |  |
| 6 min                                                                                                | 6 min                                                                                                | Tresty                      | 2 min                                            | Rozhodčí: Michal Kostourek Tomáš Mezlík Čároví: Tomáš Bezděk Ondřej Bohuněk |  |
| 29                                                                                                   | 29                                                                                                   | Střely                      | 31                                               | Rozhodčí: Michal Kostourek Tomáš Mezlík Čároví: Tomáš Bezděk Ondřej Bohuněk |  |

| 23. listopadu 2024 15.00                | HC Slavia Praha                         | 2 : 5 (1:0, 1:3, 0:2)       | LHK Jestřábi Prostějov                                                                               | Zimní stadion Eden Návštěvnost: 987                                               |  |
| Paavo Hölsä                             | Paavo Hölsä                             | Brankáři                    | Jan Kavan                                                                                            | Rozhodčí: Daniel Jechoutek Miroslav Petružálek Čároví: Patrik Augusta Jakub Maňák |  |
| Marek Slavík 08:23' Martin Novák 24:20' | Marek Slavík 08:23' Martin Novák 24:20' | 1:0 1:1 2:1 2:2 2:3 2:4 2:5 | 22:19' Jan Veselý 29:52' Tomáš Jiránek 39:53' Václav Karabáček 41:04' Jakub Illéš 46:04' Jakub Illéš | Rozhodčí: Daniel Jechoutek Miroslav Petružálek Čároví: Patrik Augusta Jakub Maňák |  |
| 4 min                                   | 4 min                                   | Tresty                      | 6 min                                                                                                | Rozhodčí: Daniel Jechoutek Miroslav Petružálek Čároví: Patrik Augusta Jakub Maňák |  |
| 50                                      | 50                                      | Střely                      | 35                                                                                                   | Rozhodčí: Daniel Jechoutek Miroslav Petružálek Čároví: Patrik Augusta Jakub Maňák |  |

| 25. listopadu 2024 17.30 | VHK ROBE Vsetín        | 1 : 2 (0:0, 0:1, 1:1) | HC Slavia Praha                           | Na Lapači Návštěvnost: 2018                                        |  |
| Jan Lukáš                | Jan Lukáš              | Brankáři              | Oldřich Cichoň                            | Rozhodčí: Tomáš Horák David Čáp Čároví: Dominik Brož Aleš Roischel |  |
| Štěpán Matějček 47:52'   | Štěpán Matějček 47:52' | 0:1 0:2 1:2           | 37:22' Maxim Havrda 44:28' Šimon Slavíček | Rozhodčí: Tomáš Horák David Čáp Čároví: Dominik Brož Aleš Roischel |  |
| 6 min                    | 6 min                  | Tresty                | 10 min                                    | Rozhodčí: Tomáš Horák David Čáp Čároví: Dominik Brož Aleš Roischel |  |
| 27                       | 27                     | Střely                | 12                                        | Rozhodčí: Tomáš Horák David Čáp Čároví: Dominik Brož Aleš Roischel |  |

| 27. listopadu 2024 18.00               | HC Slavia Praha                        | 2 : 3 (0:1, 0:1, 2:1) | SK Horácká Slavia Třebíč                                                | Zimní stadion Eden Návštěvnost: 618                                 |  |
| Oldřich Cichoň                         | Oldřich Cichoň                         | Brankáři              | Jan Mičán                                                               | Rozhodčí: Jan Jaroš Michal Kostourek Čároví: Petr Baxa Milan Jindra |  |
| Marek Slavík 45:31' Matěj Beran 55:39' | Marek Slavík 45:31' Matěj Beran 55:39' | 0:1 0:2 1:2 1:3 2:3   | 16:53' Ladislav Bittner 32:20' Ladislav Bittner 45:45' Ladislav Bittner | Rozhodčí: Jan Jaroš Michal Kostourek Čároví: Petr Baxa Milan Jindra |  |
| 8 min                                  | 8 min                                  | Tresty                | 6 min                                                                   | Rozhodčí: Jan Jaroš Michal Kostourek Čároví: Petr Baxa Milan Jindra |  |
| 15                                     | 15                                     | Střely                | 25                                                                      | Rozhodčí: Jan Jaroš Michal Kostourek Čároví: Petr Baxa Milan Jindra |  |

| 30. listopadu 2024 17.00                                                                                 | HC Stadion Litoměřice                                                                                    | 5 : 2 (1:1, 2:0, 2:1)       | HC Slavia Praha                       | Kalich aréna Návštěvnost: 1052                                          |  |
| Martin Michajlov                                                                                         | Martin Michajlov                                                                                         | Brankáři                    | Oldřich Cichoň                        | Rozhodčí: Matěj Sýkora Václav Kosnar Čároví: Aleš Roischel Lukáš Sýkora |  |
| Tomáš Vildumetz 03:44' Šimon Kubíček 24:37' Pavel Kordule 34:15' Karel Klikorka 45:31' Lukáš Plos 56:51' | Tomáš Vildumetz 03:44' Šimon Kubíček 24:37' Pavel Kordule 34:15' Karel Klikorka 45:31' Lukáš Plos 56:51' | 0:1 1:1 2:1 3:1 4:1 4:2 5:2 | 02:47' Vojtěch Polák 54:28' Jan Smola | Rozhodčí: Matěj Sýkora Václav Kosnar Čároví: Aleš Roischel Lukáš Sýkora |  |
| 6 min | 6 min | Tresty                      | 4 min                                 | Rozhodčí: Matěj Sýkora Václav Kosnar Čároví: Aleš Roischel Lukáš Sýkora |  |
| 24 | 24 | Střely                      | 32                                    | Rozhodčí: Matěj Sýkora Václav Kosnar Čároví: Aleš Roischel Lukáš Sýkora |  |

| 4. prosince 2024 17.30                              | RI Okna Berani Zlín                                 | 3 : 2 (1:1, 0:0, 2:1) | HC Slavia Praha                        | Zimní stadion Luďka Čajky Návštěvnost: 2292                                 |  |
| Jaroslav Pavelka                                    | Jaroslav Pavelka                                    | Brankáři              | Paavo Hölsä                            | Rozhodčí: Lukáš Bejček Kaczmarek Bartosz Čároví: Roman Komínek Henrich Kráľ |  |
| Jan Süss 06:16' Jiří Suhrada 54:03' Jan Süss 56:02' | Jan Süss 06:16' Jiří Suhrada 54:03' Jan Süss 56:02' | 1:0 1:1 1:2 2:2 3:2   | 18:16' Jiří Průžek 47:28' Tomáš Knotek | Rozhodčí: Lukáš Bejček Kaczmarek Bartosz Čároví: Roman Komínek Henrich Kráľ |  |
| 4 min                                               | 4 min                                               | Tresty                | 0 min                                  | Rozhodčí: Lukáš Bejček Kaczmarek Bartosz Čároví: Roman Komínek Henrich Kráľ |  |
| 24                                                  | 24                                                  | Střely                | 36                                     | Rozhodčí: Lukáš Bejček Kaczmarek Bartosz Čároví: Roman Komínek Henrich Kráľ |  |

| 6. prosince 2024 18.00                                       | HC Slavia Praha                                              | 3 : 1 (0:1, 0:0, 3:0) | HC Zubr Přerov      | Zimní stadion Eden Návštěvnost: 562                                        |  |
| Paavo Hölsä                                                  | Paavo Hölsä                                                  | Brankáři              | Josef Němeček       | Rozhodčí: Přemysl Skopal Tomáš Veselý Čároví: Sebastien Hradil Petr Kotlík |  |
| Jiří Průžek 42:07' Martin Šťovíček 54:05' Matěj Beran 58:44' | Jiří Průžek 42:07' Martin Šťovíček 54:05' Matěj Beran 58:44' | 0:1 1:1 2:1 3:1       | 12:07' Roman Pšurný | Rozhodčí: Přemysl Skopal Tomáš Veselý Čároví: Sebastien Hradil Petr Kotlík |  |
| 2 min                                                        | 2 min                                                        | Tresty                | 2 min               | Rozhodčí: Přemysl Skopal Tomáš Veselý Čároví: Sebastien Hradil Petr Kotlík |  |
| 23                                                           | 23                                                           | Střely                | 22                  | Rozhodčí: Přemysl Skopal Tomáš Veselý Čároví: Sebastien Hradil Petr Kotlík |  |

| 7 prosince 2024 15.00                                                          | HC Slavia Praha                                                                | 4 : 1 (0:0, 1:1, 3:0) | VHK ROBE Vsetín      | Zimní stadion Eden Návštěvnost: 2153                                    |  |
| Oldřich Cichoň                                                                 | Oldřich Cichoň                                                                 | Brankáři              | Adam Pavlíček        | Rozhodčí: Jan Hucl Miroslav Petružálek Čároví: Václav Beneš Jakub Maňák |  |
| Jiří Stejskal 37:51' Šimon Slavíček 52:06' Jan Holý 58:22' Tomáš Knotek 59:10' | Jiří Stejskal 37:51' Šimon Slavíček 52:06' Jan Holý 58:22' Tomáš Knotek 59:10' | 0:1 1:1 2:1 3:1 4:1   | 27:21' Pavel Klhůfek | Rozhodčí: Jan Hucl Miroslav Petružálek Čároví: Václav Beneš Jakub Maňák |  |
| 4 min                                                                          | 4 min                                                                          | Tresty                | 2 min                | Rozhodčí: Jan Hucl Miroslav Petružálek Čároví: Václav Beneš Jakub Maňák |  |
| 22                                                                             | 22                                                                             | Střely                | 32                   | Rozhodčí: Jan Hucl Miroslav Petružálek Čároví: Václav Beneš Jakub Maňák |  |

| 15. prosince 2024 15.00        | HC Slavia Praha                | 1 : 3 (1:2, 0:0, 0:1) | HC Dukla Jihlava                                              | Zimní stadion Eden Návštěvnost: 772                                  |  |
| Oldřich Cichoň                 | Oldřich Cichoň                 | Brankáři              | Adam Beran                                                    | Rozhodčí: David Čáp Radek Wagner Čároví: Patrik Augusta Jakub Teršíp |  |
| Martin Šťovíček 02:34' (t. s.) | Martin Šťovíček 02:34' (t. s.) | 0:1 1:1 1:2 1:3       | 01:03' Tomáš Harkabus 05:28' Roman Půček 58:20' Matouš Menšík | Rozhodčí: David Čáp Radek Wagner Čároví: Patrik Augusta Jakub Teršíp |  |
| 6 min                          | 6 min                          | Tresty                | 4 min                                                         | Rozhodčí: David Čáp Radek Wagner Čároví: Patrik Augusta Jakub Teršíp |  |
| 34                             | 34                             | Střely                | 31                                                            | Rozhodčí: David Čáp Radek Wagner Čároví: Patrik Augusta Jakub Teršíp |  |

| 18. prosince 2024 17.00                 | HC Frýdek-Místek                        | 2 : 4 (1:1, 0:2, 1:1)   | HC Slavia Praha                                                              | Hala Polárka Návštěvnost: 812                                            |  |
| Patrik Švančara                         | Patrik Švančara                         | Brankáři                | Oldřich Cichoň                                                               | Rozhodčí: Ondřej Šudoma Michal Maršálek Čároví: Jan Rakušan Matěj Bartoň |  |
| Oskar Haas 19:02' David Ostřížek 48:45' | Oskar Haas 19:02' David Ostřížek 48:45' | 0:1 1:1 1:2 1:3 1:4 2:4 | 14:36' Lukáš Strnad 32:53' Václav Veber 39:38' Roman Přikryl 48:11' Jan Holý | Rozhodčí: Ondřej Šudoma Michal Maršálek Čároví: Jan Rakušan Matěj Bartoň |  |
| 4 min                                   | 4 min                                   | Tresty                  | 4 min                                                                        | Rozhodčí: Ondřej Šudoma Michal Maršálek Čároví: Jan Rakušan Matěj Bartoň |  |
| 39                                      | 39                                      | Střely                  | 28                                                                           | Rozhodčí: Ondřej Šudoma Michal Maršálek Čároví: Jan Rakušan Matěj Bartoň |  |

| 21. prosince 2024 15.00                                                        | HC Slavia Praha                                                                | 4 : 1 (1:0, 1:0, 2:1) | Piráti Chomutov        | Zimní stadion Eden Návštěvnost: 1196                                      |  |
| Oldřich Cichoň                                                                 | Oldřich Cichoň                                                                 | Brankáři              | Michael Petrásek       | Rozhodčí: Michal Kostourek Jakub Zeliska Čároví: Václav Beneš Petr Kotlík |  |
| Lukáš Strnad 09:08' Marek Slavík 22:52' Fabien Kočí 44:15' Martin Novák 57:04' | Lukáš Strnad 09:08' Marek Slavík 22:52' Fabien Kočí 44:15' Martin Novák 57:04' | 1:0 2:0 3:0 3:1 4:1   | 52:47' Stanislav Vrhel | Rozhodčí: Michal Kostourek Jakub Zeliska Čároví: Václav Beneš Petr Kotlík |  |
| 8 min                                                                          | 8 min                                                                          | Tresty                | 26 min                 | Rozhodčí: Michal Kostourek Jakub Zeliska Čároví: Václav Beneš Petr Kotlík |  |
| 22                                                                             | 22                                                                             | Střely                | 33                     | Rozhodčí: Michal Kostourek Jakub Zeliska Čároví: Václav Beneš Petr Kotlík |  |

| 27. prosince 2024 18.00                    | HC Dynamo Pardubice B                      | 2 : 0 (0:0, 1:0, 1:0) | HC Slavia Praha | Zimní stadion Chrudim Návštěvnost: 684                                  |  |
| David Honzík                               | David Honzík                               | Brankáři              | Oldřich Cichoň  | Rozhodčí: Přemysl Skopal Tomáš Veselý Čároví: Jan Rakušan Aleš Roischel |  |
| Lukáš Žálčík 28:02' Dominik Hrníčko 58:06' | Lukáš Žálčík 28:02' Dominik Hrníčko 58:06' | 1:0 2:0               |                 | Rozhodčí: Přemysl Skopal Tomáš Veselý Čároví: Jan Rakušan Aleš Roischel |  |
| 4 min                                      | 4 min                                      | Tresty                | 4 min           | Rozhodčí: Přemysl Skopal Tomáš Veselý Čároví: Jan Rakušan Aleš Roischel |  |
| 19                                         | 19                                         | Střely                | 34              | Rozhodčí: Přemysl Skopal Tomáš Veselý Čároví: Jan Rakušan Aleš Roischel |  |

| 29. prosince 2024 15.00                                                                       | HC Slavia Praha                                                                               | 1 : 2 SN (0:0, 0:1, 1:0 – 0:0 – 0:1)       | HC Baník Sokolov                                                            | Zimní stadion Eden Návštěvnost: 1117                                       |  |
| Paavo Hölsä                                                                                   | Paavo Hölsä                                                                                   | Brankáři                                   | Petr Hamalčík                                                               | Rozhodčí: Václav Kosnar Radek Wagner Čároví: Ondřej Kokrment Petr Maštalíř |  |
| František Hrdinka 41:27' Marek Slavík Martin Novák Šimon Slavíček Fabien Kočí Martin Šťovíček | František Hrdinka 41:27' Marek Slavík Martin Novák Šimon Slavíček Fabien Kočí Martin Šťovíček | 0:1 1:1 Samostatné nájezdy 0:0 0:1 0:2 1:2 | 35:23' Matyáš Váňa Vojtěch Tomeček Matyáš Váňa Tomáš Vracovský Lukáš Půlpán | Rozhodčí: Václav Kosnar Radek Wagner Čároví: Ondřej Kokrment Petr Maštalíř |  |
| 6 min                                                                                         | 6 min                                                                                         | Tresty                                     | 2 min                                                                       | Rozhodčí: Václav Kosnar Radek Wagner Čároví: Ondřej Kokrment Petr Maštalíř |  |
| 35                                                                                            | 35                                                                                            | Střely                                     | 36                                                                          | Rozhodčí: Václav Kosnar Radek Wagner Čároví: Ondřej Kokrment Petr Maštalíř |  |

| 4. ledna 2025 16.00                         | SC Marimex Kolín                            | 2 : 5 (0:2, 1:0, 1:3)       | HC Slavia Praha                                                                                         | Zimní stadion města Kolín Návštěvnost: 1552                       |  |
| Jakub Soukup                                | Jakub Soukup                                | Brankáři                    | Oldřich Cichoň                                                                                          | Rozhodčí: David Čáp Tomáš Hacaperka Čároví: Ondřej Malý Petr Baxa |  |
| Kryštof Ouřada 33:05' Karel Křepelka 57:16' | Kryštof Ouřada 33:05' Karel Křepelka 57:16' | 0:1 0:2 1:2 1:3 1:4 2:4 2:5 | 08:58' Martin Šťovíček 10:10' Martin Novák 50:43' Maxim Havrda 55:45' Tomáš Knotek 58:48' Roman Přikryl | Rozhodčí: David Čáp Tomáš Hacaperka Čároví: Ondřej Malý Petr Baxa |  |
| 12 min                                      | 12 min                                      | Tresty                      | 16 min                                                                                                  | Rozhodčí: David Čáp Tomáš Hacaperka Čároví: Ondřej Malý Petr Baxa |  |
| 31                                          | 31                                          | Střely                      | 29 | Rozhodčí: David Čáp Tomáš Hacaperka Čároví: Ondřej Malý Petr Baxa |  |

| 6. ledna 2025 18.00                     | HC Slavia Praha                         | 2 : 3 (0:1, 1:1, 1:1) | HC RT TORAX Poruba 2011                                   | Zimní stadion Eden Návštěvnost: 485                                                 |  |
| Paavo Hölsä                             | Paavo Hölsä                             | Brankáři              | Daniel Dolejš                                             | Rozhodčí: Daniel Jechoutek Miroslav Petružálek Čároví: Václav Beneš František Pěkný |  |
| Lukáš Strnad 31:44' Martin Novák 47:11' | Lukáš Strnad 31:44' Martin Novák 47:11' | 0:1 1:1 1:2 1:3 2:3   | 10:35' Adam Csabi 36:32' Jakub Kotala 42:04' Vít Christov | Rozhodčí: Daniel Jechoutek Miroslav Petružálek Čároví: Václav Beneš František Pěkný |  |
| 4 min                                   | 4 min                                   | Tresty                | 4 min                                                     | Rozhodčí: Daniel Jechoutek Miroslav Petružálek Čároví: Václav Beneš František Pěkný |  |
| 33                                      | 33                                      | Střely                | 25                                                        | Rozhodčí: Daniel Jechoutek Miroslav Petružálek Čároví: Václav Beneš František Pěkný |  |

| 8. ledna 2025 18.00                                                           | LHK Jestřábi Prostějov                                                        | 4 : 0 (0:0, 2:0, 2:0) | HC Slavia Praha | Zimní stadion Prostějov Návštěvnost: 488                                  |  |
| Samuel Baroš                                                                  | Samuel Baroš                                                                  | Brankáři              | Oldřich Cichoň  | Rozhodčí: Ondřej Šudoma Michal Maršálek Čároví: Matěj Bartoň Martin Tvrdý |  |
| Zdeněk Doležal 29:37' Jan Zdráhal 31:28' Martin Lang 56:12' Jan Veselý 57:32' | Zdeněk Doležal 29:37' Jan Zdráhal 31:28' Martin Lang 56:12' Jan Veselý 57:32' | 1:0 2:0 3:0 4:0       |                 | Rozhodčí: Ondřej Šudoma Michal Maršálek Čároví: Matěj Bartoň Martin Tvrdý |  |
| 8 min                                                                         | 8 min                                                                         | Tresty                | 10 min          | Rozhodčí: Ondřej Šudoma Michal Maršálek Čároví: Matěj Bartoň Martin Tvrdý |  |
| 43                                                                            | 43                                                                            | Střely                | 22              | Rozhodčí: Ondřej Šudoma Michal Maršálek Čároví: Matěj Bartoň Martin Tvrdý |  |

| 12. ledna 2025 15.30                                           | RI Okna Berani Zlín                                            | 3 : 0 (1:0, 0:0, 2:0) | HC Slavia Praha                                  | Zimní stadion Luďka Čajky Návštěvnost: 3241                               |  |
| Daniel Huf                                                     | Daniel Huf                                                     | Brankáři              | Paavo Hölsä (do 48:36) Oldřich Cichoň (od 48:37) | Rozhodčí: Přemysl Skopal Tomáš Veselý Čároví: Václav Hanzlík Matěj Bartoň |  |
| Jesse Paukku 11:26' Jaromír Kverka 48:36' Zdeněk Sedlák 58:15' | Jesse Paukku 11:26' Jaromír Kverka 48:36' Zdeněk Sedlák 58:15' | 1:0 2:0 3:0           |                                                  | Rozhodčí: Přemysl Skopal Tomáš Veselý Čároví: Václav Hanzlík Matěj Bartoň |  |
| 6 min                                                          | 6 min                                                          | Tresty                | 8 min                                            | Rozhodčí: Přemysl Skopal Tomáš Veselý Čároví: Václav Hanzlík Matěj Bartoň |  |
| 22                                                             | 22                                                             | Střely                | 19                                               | Rozhodčí: Přemysl Skopal Tomáš Veselý Čároví: Václav Hanzlík Matěj Bartoň |  |

| 15. ledna 2025 18.00                                                                   | SK Horácká Slavia Třebíč                                                               | 4 : 1 (1:0, 0:0, 3:1) | HC Slavia Praha        | Zimní stadion Moravské Budějovice Návštěvnost: 622                       |  |
| Jan Brož                                                                               | Jan Brož                                                                               | Brankáři              | Oldřich Cichoň         | Rozhodčí: Zbyněk Kubičík Filip Vrba Čároví: Ondřej Kokrment Lukáš Sýkora |  |
| Matěj Psota 11:25' Martin Dočekal 46:06' Vítězslav Brož 53:04' Ladislav Bittner 59:43' | Matěj Psota 11:25' Martin Dočekal 46:06' Vítězslav Brož 53:04' Ladislav Bittner 59:43' | 1:0                   | 58:46' Martin Šťovíček | Rozhodčí: Zbyněk Kubičík Filip Vrba Čároví: Ondřej Kokrment Lukáš Sýkora |  |
| 6 min                                                                                  | 6 min                                                                                  | Tresty                | 6 min                  | Rozhodčí: Zbyněk Kubičík Filip Vrba Čároví: Ondřej Kokrment Lukáš Sýkora |  |
| 24                                                                                     | 24                                                                                     | Střely                | 31                     | Rozhodčí: Zbyněk Kubičík Filip Vrba Čároví: Ondřej Kokrment Lukáš Sýkora |  |

| 18. ledna 2025 15.00                                         | HC Slavia Praha                                              | 3 : 6 (1:0, 0:2, 2:4)               | HC Stadion Litoměřice | Zimní stadion Eden Návštěvnost: 1117                            |  |
| Adam Ebenstreit                                              | Adam Ebenstreit                                              | Brankáři                            | Martin Michajlov | Rozhodčí: Jan Hucl Kamil Zavřel Čároví: Ondřej Malý Petr Kotlík |  |
| Jan Holý 19:24' Šimon Slavíček 43:05' Martin Šťovíček 43:35' | Jan Holý 19:24' Šimon Slavíček 43:05' Martin Šťovíček 43:35' | 1:0 1:1 1:2 2:2 3:2 3:3 3:4 3:5 3:6 | 23:10' Šimon Jelínek 32:02' Ondřej Hrabík 56:40' Filip Kuťák 58:21' Jan Bernovský 59:04' Lukáš Plos 59:25' Šimon Jelínek | Rozhodčí: Jan Hucl Kamil Zavřel Čároví: Ondřej Malý Petr Kotlík |  |
| 10 min                                                       | 10 min                                                       | Tresty                              | 33 min | Rozhodčí: Jan Hucl Kamil Zavřel Čároví: Ondřej Malý Petr Kotlík |  |
| 22                                                           | 22                                                           | Střely                              | 35 | Rozhodčí: Jan Hucl Kamil Zavřel Čároví: Ondřej Malý Petr Kotlík |  |

| 19. ledna 2025 15.00 | HC Slavia Praha | 3 : 4 SN (1:0, 2:2, 0:1 – 0:0 – 0:1)                               | RI Okna Berani Zlín                                                                                             | Zimní stadion Eden Návštěvnost: 842                                          |  |
| Oldřich Cichoň | Oldřich Cichoň | Brankáři                                                           | Jaroslav Pavelka                                                                                                | Rozhodčí: Tomáš Hacaperka Jakub Valenta Čároví: David Klouček Ondřej Bohuněk |  |
| Riku Sihvonen 05:31' Jiří Stejskal 27:36' Lukáš Strnad 38:06' Martin Novák Vojtěch Švancar Lukáš Strnad Riku Sihvonen Martin Šťovíček | Riku Sihvonen 05:31' Jiří Stejskal 27:36' Lukáš Strnad 38:06' Martin Novák Vojtěch Švancar Lukáš Strnad Riku Sihvonen Martin Šťovíček | 1:0 1:1 2:1 2:2 3:2 3:3 Samostatné nájezdy 0:0 0:1 1:1 1:2 2:2 2:3 | 21:18' Petr Kratochvíl 34:35' Zdeněk Okál 57:28' Lukáš Válek Zdeněk Okál Michal Gago Petr Holík Petr Kratochvíl | Rozhodčí: Tomáš Hacaperka Jakub Valenta Čároví: David Klouček Ondřej Bohuněk |  |
| 10 min | 10 min | Tresty                                                             | 10 min | Rozhodčí: Tomáš Hacaperka Jakub Valenta Čároví: David Klouček Ondřej Bohuněk |  |
| 33 | 33 | Střely                                                             | 38 | Rozhodčí: Tomáš Hacaperka Jakub Valenta Čároví: David Klouček Ondřej Bohuněk |  |

| 22. ledna 2025 17.30 | HC Zubr Přerov      | 1 : 2 (1:1, 0:1, 0:0) | HC Slavia Praha                         | Meo Aréna Návštěvnost: 966                                                 |  |
| Vojtěch Mokry        | Vojtěch Mokry       | Brankáři              | Paavo Hölsä                             | Rozhodčí: Michal Kostourek Matěj Sýkora Čároví: Václav Hanzlík Jan Vašíček |  |
| Roman Pšurný 07:55'  | Roman Pšurný 07:55' | 1:0 1:1 1:2           | 18:50' Lukáš Strnad 28:29' Lukáš Strnad | Rozhodčí: Michal Kostourek Matěj Sýkora Čároví: Václav Hanzlík Jan Vašíček |  |
| 4 min                | 4 min               | Tresty                | 8 min                                   | Rozhodčí: Michal Kostourek Matěj Sýkora Čároví: Václav Hanzlík Jan Vašíček |  |
| 30                   | 30                  | Střely                | 26                                      | Rozhodčí: Michal Kostourek Matěj Sýkora Čároví: Václav Hanzlík Jan Vašíček |  |

| 25. ledna 2025 16.30 | HC Dukla Jihlava | 7 : 0 (3:0, 3:0, 1:0)       | HC Slavia Praha                                  | Zimní stadion Pelhřimov Návštěvnost: 1051                             |  |
| Adam Beran | Adam Beran | Brankáři                    | Paavo Hölsä (do 27:49) Oldřich Cichoň (od 27:50) | Rozhodčí: Pavel Obadal Ondřej Šudoma Čároví: Roman Zídek Ondřej Polák |  |
| Marcel Štefančík 03:14' Edgars Kulda 12:24' Tomáš Harkabus 18:16' Filip Dundáček 20:30' Ilarion Kupriianov 27:49' Tomáš Čachotský 34:26' Marcel Štefančík 54:49' | Marcel Štefančík 03:14' Edgars Kulda 12:24' Tomáš Harkabus 18:16' Filip Dundáček 20:30' Ilarion Kupriianov 27:49' Tomáš Čachotský 34:26' Marcel Štefančík 54:49' | 1:0 2:0 3:0 4:0 5:0 6:0 7:0 |                                                  | Rozhodčí: Pavel Obadal Ondřej Šudoma Čároví: Roman Zídek Ondřej Polák |  |
| 10 min | 10 min | Tresty                      | 6 min                                            | Rozhodčí: Pavel Obadal Ondřej Šudoma Čároví: Roman Zídek Ondřej Polák |  |
| 28 | 28 | Střely                      | 16                                               | Rozhodčí: Pavel Obadal Ondřej Šudoma Čároví: Roman Zídek Ondřej Polák |  |

| 29. ledna 2025 18.00                                                               | HC Slavia Praha                                                                    | 4 : 3 PP (1:0, 2:2, 0:1 – 1:0) | HC Frýdek-Místek                                           | Zimní stadion Eden Návštěvnost: 457                                  |  |
| Oldřich Cichoň (do 40:00) Paavo Hölsä (od 40:01)                                   | Oldřich Cichoň (do 40:00) Paavo Hölsä (od 40:01)                                   | Brankáři                       | Roman Petrík                                               | Rozhodčí: Tomáš Horák Kamil Zavřel Čároví: Václav Beneš Jakub Teršíp |  |
| Filip Tittl 19:52' Michael Gaspar 24:30' Vojtěch Švancar 34:47' Fabien Kočí 61:13' | Filip Tittl 19:52' Michael Gaspar 24:30' Vojtěch Švancar 34:47' Fabien Kočí 61:13' | 1:0 2:0 2:1 2:2 3:2 3:3 4:3    | 29:32' Lukáš Klimek 31:23' Matěj Kozlík 50:24' Filip Haman | Rozhodčí: Tomáš Horák Kamil Zavřel Čároví: Václav Beneš Jakub Teršíp |  |
| 4 min                                                                              | 4 min                                                                              | Tresty                         | 12 min                                                     | Rozhodčí: Tomáš Horák Kamil Zavřel Čároví: Václav Beneš Jakub Teršíp |  |
| 22                                                                                 | 22                                                                                 | Střely                         | 40                                                         | Rozhodčí: Tomáš Horák Kamil Zavřel Čároví: Václav Beneš Jakub Teršíp |  |

| 1. února 2025 17.30                           | Piráti Chomutov                               | 2 : 3 PP (1:2, 1:0, 0:0 – 0:1) | HC Slavia Praha                                                        | ČEZ Stadion Chomutov Návštěvnost: 2224                                           |  |
| Pavel Jekel                                   | Pavel Jekel                                   | Brankáři                       | Paavo Hölsä                                                            | Rozhodčí: Daniel Jechoutek Tomáš Hacaperka Čároví: Petr Maštalíř Ondřej Kokrment |  |
| Stanislav Vrhel 13:58' Dominik Sklenář 30:29' | Stanislav Vrhel 13:58' Dominik Sklenář 30:29' | 0:1 0:2 1:2 2:2 2:3            | 01:14' Patrik Brůna 11:51' Matouš Jan Kucharčík 61:05' Martin Šťovíček | Rozhodčí: Daniel Jechoutek Tomáš Hacaperka Čároví: Petr Maštalíř Ondřej Kokrment |  |
| 6 min                                         | 6 min                                         | Tresty                         | 10 min                                                                 | Rozhodčí: Daniel Jechoutek Tomáš Hacaperka Čároví: Petr Maštalíř Ondřej Kokrment |  |
| 27                                            | 27                                            | Střely                         | 27                                                                     | Rozhodčí: Daniel Jechoutek Tomáš Hacaperka Čároví: Petr Maštalíř Ondřej Kokrment |  |

| 9. února 2025 15.00                                           | HC Slavia Praha                                               | 3 : 4 PP (2:1, 0:1, 1:1 – 0:1) | HC Dynamo Pardubice B                                                                     | Zimní stadion Eden Návštěvnost: 854                                    |  |
| Paavo Hölsä                                                   | Paavo Hölsä                                                   | Brankáři                       | David Honzík                                                                              | Rozhodčí: Josef Barek Radek Wagner Čároví: Václav Juránek Lukáš Sýkora |  |
| Vojtěch Polák 06:56' Lukáš Strnad 18:49' Roman Přikryl 52:04' | Vojtěch Polák 06:56' Lukáš Strnad 18:49' Roman Přikryl 52:04' | 0:1 1:1 2:1 2:2 2:3 3:3 3:4    | 05:25' Dominik Hrníčko 30:00' Daniel Herčík 50:43' František Formánek 64:37' Lukáš Žálčík | Rozhodčí: Josef Barek Radek Wagner Čároví: Václav Juránek Lukáš Sýkora |  |
| 8 min                                                         | 8 min                                                         | Tresty                         | 14 min                                                                                    | Rozhodčí: Josef Barek Radek Wagner Čároví: Václav Juránek Lukáš Sýkora |  |
| 26                                                            | 26                                                            | Střely                         | 30                                                                                        | Rozhodčí: Josef Barek Radek Wagner Čároví: Václav Juránek Lukáš Sýkora |  |

| 12. února 2025 18.00                    | HC Baník Sokolov                        | 2 : 5 (1:0, 0:2, 1:3)       | HC Slavia Praha                                                                                          | Zimní stadion Sokolov Návštěvnost: 411                                 |  |
| Vladislav Habal                         | Vladislav Habal                         | Brankáři                    | Oldřich Cichoň                                                                                           | Rozhodčí: Michal Kostourek Tomas Šico Čároví: Ondřej Malý Jakub Teršíp |  |
| Robert Šlechta 09:56' Otakar Šik 51:22' | Robert Šlechta 09:56' Otakar Šik 51:22' | 1:0 1:1 1:2 1:3 2:3 2:4 2:5 | 36:17' Roman Přikryl 39:15' Václav Veber 43:47' Vojtěch Polák 51:57' Martin Šťovíček 59:17' Martin Novák | Rozhodčí: Michal Kostourek Tomas Šico Čároví: Ondřej Malý Jakub Teršíp |  |
| 8 min                                   | 8 min                                   | Tresty                      | 8 min | Rozhodčí: Michal Kostourek Tomas Šico Čároví: Ondřej Malý Jakub Teršíp |  |
| 25                                      | 25                                      | Střely                      | 30 | Rozhodčí: Michal Kostourek Tomas Šico Čároví: Ondřej Malý Jakub Teršíp |  |

| 15. února 2025 15.00  | HC Slavia Praha       | 1 : 6 (0:1, 1:2, 0:3)       | SC Marimex Kolín | Zimní stadion Eden Návštěvnost: 1316                                            |  |
| Oldřich Cichoň        | Oldřich Cichoň        | Brankáři                    | Jakub Soukup | Rozhodčí: Miroslav Petružálek Jakub Valenta Čároví: Petr Maštalíř Aleš Roischel |  |
| Šimon Slavíček 39:54' | Šimon Slavíček 39:54' | 0:1 0:2 0:3 1:3 1:4 1:5 1:6 | 10:31' Matěj Chalupa 24:35' Petr Kolmann 36:33' Josef Skořepa 46:14' Kryštof Ouřada 48:03' Štěpán Pokorný 58:09' Josef Skořepa | Rozhodčí: Miroslav Petružálek Jakub Valenta Čároví: Petr Maštalíř Aleš Roischel |  |
| 10 min                | 10 min                | Tresty                      | 6 min | Rozhodčí: Miroslav Petružálek Jakub Valenta Čároví: Petr Maštalíř Aleš Roischel |  |
| 24                    | 24                    | Střely                      | 28 | Rozhodčí: Miroslav Petružálek Jakub Valenta Čároví: Petr Maštalíř Aleš Roischel |  |

| 19. února 2025 18.00                                                                                              | HC RT TORAX Poruba 2011                                                                                           | 6 : 5 (2:3, 2:1, 2:1)                       | HC Slavia Praha                                                                                           | Zimní stadion Ostrava-Poruba Návštěvnost: 760                            |  |
| Lukáš Pařík (do 11:45) Daniel Dolejš (od 11:46)                                                                   | Lukáš Pařík (do 11:45) Daniel Dolejš (od 11:46)                                                                   | Brankáři                                    | Paavo Hölsä                                                                                               | Rozhodčí: Michal Maršálek Jan Grygera Čároví: Václav Hanzlík Jan Vašíček |  |
| Tomáš Gřeš 05:38' Jakub Kotala 18:23' Tomáš Gřeš 22:30' Tomáš Gřeš 30:04' Adam Sedlák 48:28' Tomáš Šoustal 59:05' | Tomáš Gřeš 05:38' Jakub Kotala 18:23' Tomáš Gřeš 22:30' Tomáš Gřeš 30:04' Adam Sedlák 48:28' Tomáš Šoustal 59:05' | 0:1 1:1 1:2 1:3 2:3 3:3 3:4 4:4 4:5 5:5 6:5 | 00:51' Lukáš Strnad 07:23' Vojtěch Polák 11:45' Lukáš Strnad 24:27' Václav Karabáček 44:44' Vojtěch Polák | Rozhodčí: Michal Maršálek Jan Grygera Čároví: Václav Hanzlík Jan Vašíček |  |
| 8 min | 8 min | Tresty                                      | 10 min | Rozhodčí: Michal Maršálek Jan Grygera Čároví: Václav Hanzlík Jan Vašíček |  |
| 34 | 34 | Střely                                      | 32 | Rozhodčí: Michal Maršálek Jan Grygera Čároví: Václav Hanzlík Jan Vašíček |  |

| 22. února 2025 15.00                          | HC Slavia Praha                               | 2 : 1 (1:1, 0:0, 1:0) | LHK Jestřábi Prostějov | Zimní stadion Eden Návštěvnost: 877                                            |  |
| Oldřich Cichoň                                | Oldřich Cichoň                                | Brankáři              | Jan Kavan              | Rozhodčí: Přemysl Skopal Jakub Zeliska Čároví: František Štěpánek Jakub Teršíp |  |
| Martin Šťovíček 16:43' Vojtěch Švancar 52:07' | Martin Šťovíček 16:43' Vojtěch Švancar 52:07' | 1:0 1:1 2:1           | 18:29' Pavel Jenyš     | Rozhodčí: Přemysl Skopal Jakub Zeliska Čároví: František Štěpánek Jakub Teršíp |  |
| 10 min                                        | 10 min                                        | Tresty                | 6 min                  | Rozhodčí: Přemysl Skopal Jakub Zeliska Čároví: František Štěpánek Jakub Teršíp |  |
| 35                                            | 35                                            | Střely                | 20                     | Rozhodčí: Přemysl Skopal Jakub Zeliska Čároví: František Štěpánek Jakub Teršíp |  |

| 24. února 2025 17.30 | VHK ROBE Vsetín | 5 : 4 SN (3:1, 1:2, 0:1 – 0:0 – 1:0)                               | HC Slavia Praha | Na Lapači Návštěvnost: 2156                                              |  |
| Adam Pavlíček | Adam Pavlíček | Brankáři                                                           | Oldřich Cichoň Paavo Hölsä (třetí samostatný nájezd)                                                                                    | Rozhodčí: Tomáš Hacaperka Ondřej Šudoma Čároví: Ondřej Polák Jan Rakušan |  |
| Vít Jonák 03:10' Roman Vaňo 08:33' Pavel Klhůfek 13:53' Ondřej Smetana 36:28' Tomáš Šmerha Pavel Klhůfek Patriks Zabusovs | Vít Jonák 03:10' Roman Vaňo 08:33' Pavel Klhůfek 13:53' Ondřej Smetana 36:28' Tomáš Šmerha Pavel Klhůfek Patriks Zabusovs | 1:0 2:0 2:1 3:1 3:2 3:3 4:3 4:4 Samostatné nájezdy 0:0 1:0 2:0 3:0 | 12:49' Václav Karabáček 27:26' Lukáš Strnad 32:40' Šimon Slavíček 43:06' Martin Šťovíček Fabien Kočí Vojtěch Polák Matouš Jan Kucharčík | Rozhodčí: Tomáš Hacaperka Ondřej Šudoma Čároví: Ondřej Polák Jan Rakušan |  |
| 4 min | 4 min | Tresty                                                             | 10 min | Rozhodčí: Tomáš Hacaperka Ondřej Šudoma Čároví: Ondřej Polák Jan Rakušan |  |
| 25 | 25 | Střely                                                             | 22 | Rozhodčí: Tomáš Hacaperka Ondřej Šudoma Čároví: Ondřej Polák Jan Rakušan |  |

| 26. února 2025 17.00 | HC Slavia Praha | 0 : 3 (0:1, 0:1, 0:1) | SK Horácká Slavia Třebíč                                   | Zimní stadion Eden Návštěvnost: 687                                     |  |
| Oldřich Cichoň       | Oldřich Cichoň  | Brankáři              | Jan Mičán                                                  | Rozhodčí: Tomáš Veselý Tomáš Mejzlík Čároví: Milan Jindra Aleš Roischel |  |
|                      |                 | 0:1 0:2 0:3           | 18:28' Jakub Stehlík 21:07' Radim Ferda 59:38' Radim Ferda | Rozhodčí: Tomáš Veselý Tomáš Mejzlík Čároví: Milan Jindra Aleš Roischel |  |
| 4 min                | 4 min           | Tresty                | 6 min                                                      | Rozhodčí: Tomáš Veselý Tomáš Mejzlík Čároví: Milan Jindra Aleš Roischel |  |
| 30                   | 30              | Střely                | 29                                                         | Rozhodčí: Tomáš Veselý Tomáš Mejzlík Čároví: Milan Jindra Aleš Roischel |  |

| 1. března 2025 16.00                                                              | HC Stadion Litoměřice                                                             | 4 : 3 (1:0, 1:2, 2:1)       | HC Slavia Praha                                          | Kalich aréna Návštěvnost: 1242                                       |  |
| Martin Michajlov                                                                  | Martin Michajlov                                                                  | Brankáři                    | Oldřich Cichoň                                           | Rozhodčí: Radek Wagner Tomáš Zubzanda Čároví: Štefan Belko Petr Baxa |  |
| Pavel Kordule 04:32' Lukáš Pajer 38:18' Šimon Jelínek 40:48' Šimon Jelínek 55:21' | Pavel Kordule 04:32' Lukáš Pajer 38:18' Šimon Jelínek 40:48' Šimon Jelínek 55:21' | 1:0 1:1 1:2 2:2 3:2 4:2 4:3 | 25:55' Václav Veber 32:53' Roman Přikryl 59:15' Jan Holý | Rozhodčí: Radek Wagner Tomáš Zubzanda Čároví: Štefan Belko Petr Baxa |  |
| 19 min                                                                            | 19 min                                                                            | Tresty                      | 19 min                                                   | Rozhodčí: Radek Wagner Tomáš Zubzanda Čároví: Štefan Belko Petr Baxa |  |
| 25                                                                                | 25                                                                                | Střely                      | 30                                                       | Rozhodčí: Radek Wagner Tomáš Zubzanda Čároví: Štefan Belko Petr Baxa |  |